# 627 Charis
A 627 Charis egy a Naprendszer kisbolygói közül, amit August Kopff fedezett fel 1907. március 4-én.